# الخربة (رجامة)

تعديل مصدري - تعديل

الخربة محلة تابعة لقرية رجامة، التابعة لعزلة جبل حريم بمديرية حزم العدين إحدى مديريات محافظة إب في الجمهورية اليمنية، بلغ تعداد سكانها 58 حسب تعداد اليمن لعام 2004.